# 三野昌治
三野 昌治（みの しょうじ、1893年9月25日 - 1978年7月20日）は、日本の法学者、弁護士、裁判官、教育者。

## 経歴
1893年（明治26年）、香川県に生まれる。1919年京都帝国大学法学部卒業。東京地方裁判所、東京控訴院の判事や秋田地方裁判所所長などを務めた後、1948年より弁護士として活動。東洋大学で博士号を取得後、同大学で教授となる。1967年に東洋大学学長に就任。学生運動の最中ということもあり、学生の強い反発を受ける中で教養課程の川越キャンパスへの移転、図書館、学生会館建設の問題収拾にあたった。1969年に学長を辞任した。
1978年7月20日、老衰のため東京都大田区の自宅にて死去。84歳。

## 著作
- 『物権法要義』（巌松堂 1943年）
- 『法の適用』（東洋大学法学会 1957年）
- 『民法総論』（文久書林 1967年）